# Patecatl
Patecatl est, dans la mythologie aztèque, le dieu de la guérison et du pulque. Selon une version il fut l'époux de Mayahuel, ses filles sont les 400 Centzontotochtin, dieux de l'ivresse.